# Rádio Dálnice
Rádio Dálnice byla privátní česká rozhlasová stanice, která se ve svém vysílání zaměřovala na informování řidičů jedoucích po rychlostních komunikacích na území České republiky. Majitelem stanice byl podnikatel Radim Pařízek.

## Historie
Vysílat začala během prvního dubnového víkendu (3. a 4. dubna) roku 2010. Posluchači mohli stanici naladit zpočátku pouze v oblasti Vysočiny a postupně se mělo vysílání rozšířit i na další místa. Pokrytí těchto míst mělo být zajištěno dokrývacími kmitočty, avšak provozovatelé konkurenčních rozhlasových stanic se obávali, že by vysílání Rádia Dálnice šířené tímto způsobem mohlo rušit vysílání jejich stanic, a proto se obrátili na soud, který po přibližně půl roce vysílání vydal soudní rozhodnutí, jímž stanice přišla o zamýšlené dokrývací kmitočty a zůstala jí tak pouze původní frekvence u Jihlavy. Nakonec se rádiu dokrývací kmitočty vrátily. Opětovně Rádio Dálnice začalo expandovat v roce 2018, kdy plánovalo vstup do digitálních multiplexů. Na začátku května 2019 stanice skutečně začala se šířením svého programu digitálním vysíláním, když se stala součástí Regionální sítě 7. Po ukončení vysílání této sítě se vysílání stanice přesunulo Multiplexu 24. Mediální skupina Pohoda dne 15.3.2023 oznámila, že se Rádio Dálnice od 1.4.2023 přesune z FM do online prostředí jako Podcasty na cesty. Již několik dní nato byly některé vysílače vypnuty. Poslední provozní vysílače byly vypnuty 31.3.2023 po 22. hodině, online vysílání skončilo spolu s DVB-T2 v 23:36. 

## Popis stanice
Rozhlasová stanice vysílala dopravní zpravodajství, a to nejen v češtině, ale rovněž v angličtině a v němčině. Dále měla ve svém programu stručné všeobecné zprávy a tematické pořady zacílené na motoristy. Hudební doprovod pokrýval spektrum od lehčího rocku, přes pop až po country z období od šedesátých let 20. století po začátek 21. století. Na tvorbě pořadů spolupracovali zaměstnanci stanice s Ředitelstvím silnic a dálnic a jeho Jednotným systémem dopravních informací, dále s Národním dopravním informačním centrem v Ostravě (NDIC), s projektem BESIP či s dopravní policií a s Centrem pro rozvoj dopravních systémů (RODOS).